# Llista de rius de Guinea Bissau
Aquesta és una llista de rius de Guinea Bissau. Aquesta llista està ordenada per la conca de desembocadura, amb els respectius afluents inserits sota de cada nom del corrent més gran.

## Oceà Atlàntic
- Riu Cacheu
  - Riu Farim
  - Riu Canjambari
- Riu Mansoa
- Riu Geba
  - Riu Corubal (Riu Cocoli) (Riu Koliba)
  - Riu Colufe
- Rio Grande de Buba (Riu Bolola)
- Riu Tombali
- Riu Cumbijã
  - Riu Balana
- Riu Cacine